# Tipula wewalkai
Tipula wewalkai är en tvåvingeart som beskrevs av Günther Theischinger 1979. Tipula wewalkai ingår i släktet Tipula och familjen storharkrankar. Inga underarter finns listade i Catalogue of Life.